# Stefano Lorenzini
Stefano Lorenzini (Firenze, 1652. körül – ismeretlen) toszkán orvos és ichthyológus. A 17. században élt neves firenzei természettudós, legfontosabb vizsgálódásait a cápákon végezte, ő a Lorenzini-ampullák névadója.

## Élete
1652 körül születhetett. Pisában tanult orvoslást és Firenzében sebészetet a S. Maria Nuova Kórházban. Több neves itáliai tudóstól tanulhatott, például tanára volt Francesco Redi, Nicolaus Steno és John Fynch. Egy sajnálatos ügy miatt Bátyjával Lorenzo Lorenzini, neves matematikussal együtt III. Cosimo de’ Medici börtönbe záratta őket. 
1678-ban publikálta a cápákról készített megfigyeléseit. Ez abban a korban az állati anatómia területét érintő jelentős tudományos értékű feldolgozás volt. Legjelentősebb felfedezése a cápák különleges érzékszervének a róla elnevezett Lorenzini-ampulláknak a leírása volt. Ez az érzékszerv a hal bőrében elhelyezkedő zselatinos, kocsonyás anyaggal teli csatorna, mely egyfajta elektromágneses érzékelőként működik az Elasmobranchii fajok (cápák és ráják) fejrészén. Abban segíti őket, hogy ezzel az érzékszervvel tudja felismerni más állatok által kibocsátott elektromos mezőket és így akár a mély vizek sötétségében is könnyedén rátalál táplálékára.

## Műve
- Osservazioni intorno alle torpedini Archiválva 2015. január 22-i dátummal a Wayback Machine-ben Stefano Lorenzini cápákról készített feljegyzései (1678. január 1.)

## Fordítás
- Ez a szócikk részben vagy egészben  a   Stefano Lorenzini című angol Wikipédia-szócikk ezen változatának fordításán alapul.  Az eredeti cikk szerkesztőit annak laptörténete sorolja fel. Ez a jelzés csupán a megfogalmazás eredetét és a szerzői jogokat jelzi, nem szolgál a cikkben szereplő információk forrásmegjelöléseként.
- Ez a szócikk részben vagy egészben  a   Stefano Lorenzini című olasz Wikipédia-szócikk ezen változatának fordításán alapul.  Az eredeti cikk szerkesztőit annak laptörténete sorolja fel. Ez a jelzés csupán a megfogalmazás eredetét és a szerzői jogokat jelzi, nem szolgál a cikkben szereplő információk forrásmegjelöléseként.